# Gualdicciolo
Gualdicciolo es una curazia, ubicada en San Marino. Pertenece al castello de Acquaviva.

## Geografía
El pueblo está situado en la esquina occidental de la república de San Marino, cerca de la frontera con Italia y a los municipios de San Leo y Verucchio, en la región de Emilia-Romaña. El pueblo italiano más cercano a Gualdicciolo es Torello, parte del municipio de San Leo.

## Economía
Debido a su posición en un valle, Gualdicciolo tiene una zona industrial, con muchas fábricas manufactureras.